# إنريكو فابرو
إنريكو فابرو (بالإيطالية: Enrico Fabbro)‏ هو لاعب كرة قدم ومدرب كرة قدم إيطالي، ولد في 14 يونيو 1959 في روما في إيطاليا. لعب مع الملعب القابسي.